# Nelken-Schwindling
Der Nelken-Schwindling, auch Feld-Schwindling oder Rasen-Schwindling (Marasmius oreades) ist eine Pilzart aus der Familie der Schwindlingsverwandten (Marasmiaceae).

## Merkmale

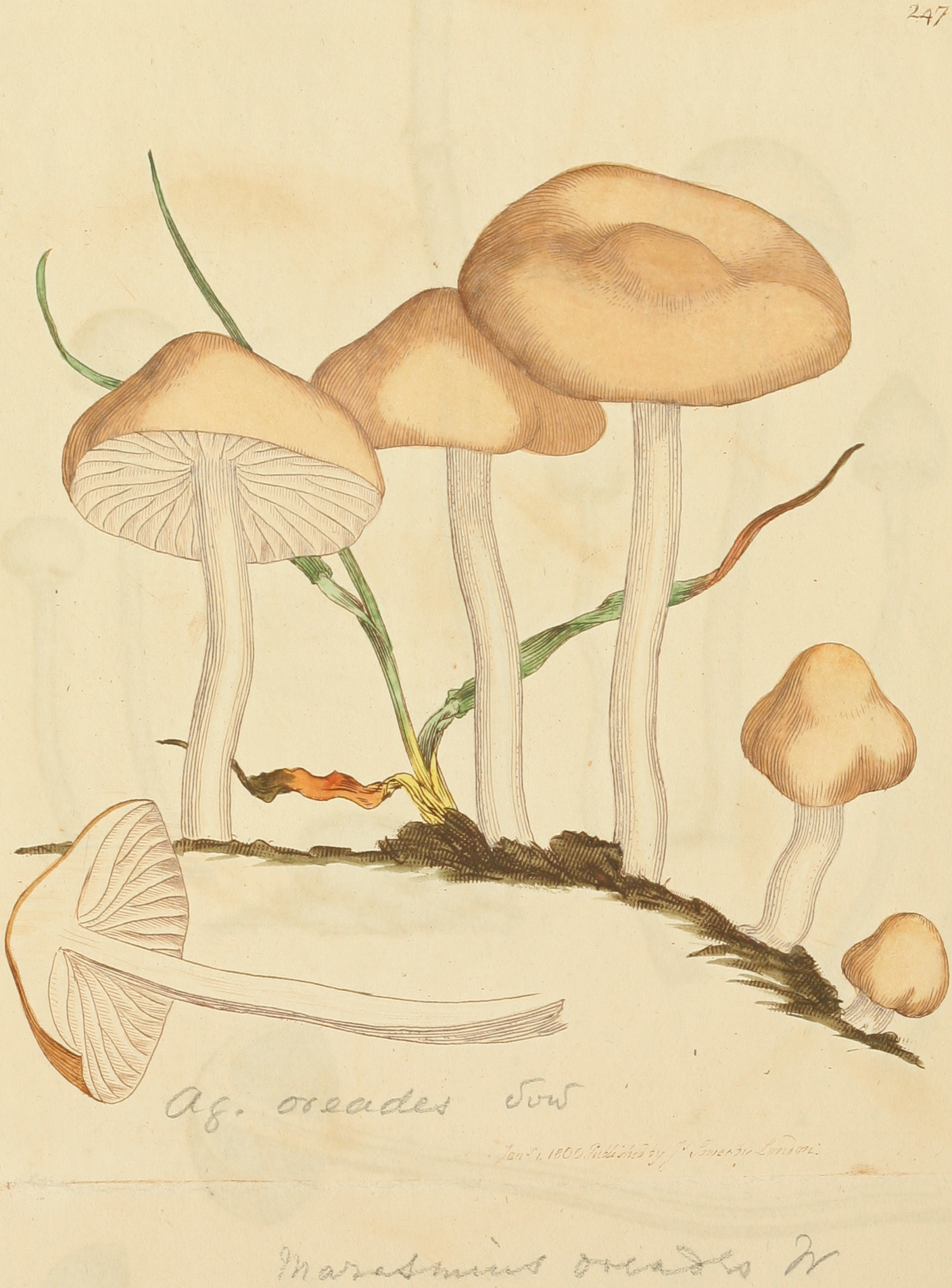
Farbtafel aus James Sowerbys „Coloured Figures of English Fungi or Mushrooms“ (1797)

### Makroskopische Merkmale
Der 2–6 cm breite Hut ist anfangs gewölbt, später flach ausgebreitet und oft stumpf gebuckelt. Er ist ein wenig zäh, fleischig und kahl. Seine Farbe ist blass lederbräunlich bis -gelb, trocken blassen die Farben aus. Die Oberfläche ist feucht etwas durchscheinend gerieft. Der Rand ist oft faltig. Die Lamellen sind blasser als der Hut, etwas queraderig miteinander verbunden und um den Stiel entfernt stehend. Der Stiel frischer Pilze ist bis auf die obersten circa 8 mm zäh, innen längsfaserig und zeigt von unten bis oben einen praktisch konstanten Durchmesser; er misst 3–9 mm × 4–7 cm. Die im Pilz enthaltene Blausäure erzeugt einen leicht stechenden Geruch, der auch mit Gewürznelken oder Bittermandeln verglichen wird und genetisch bedingt für ein Viertel der Bevölkerung nicht wahrnehmbar ist; für diese Menschen riecht er angenehm und unauffällig pilzig.

### Mikroskopische Merkmale
Die breit elliptischen Sporen messen 7–10 × 5–6 Mikrometer.

## Ökologie und Phänologie
Der Nelken-Schwindling ist ein saprobiontischer Bodenbewohner, er kommt vor allem auf Wiesen, Weiden, auf Rasenflächen in Gärten und Parks sowie in grasigen Wäldern vor. Der Nelken-Schwindling ist ein häufiger Pilz, der oft in Hexenringen oder Reihen wächst. Das Myzel setzt während des Wachstums Stickstoffverbindungen frei, wodurch das umgebende Gras häufig besonders saftig-grün gefärbt ist.
Die Fruchtkörper des Nelken-Schwindlings erscheinen in Mitteleuropa von Mai bis November.

## Verbreitung
Der Nelken-Schwindling kommt weltweit vor, so in Europa, Nordamerika, Afrika und Asien.

## Bedeutung

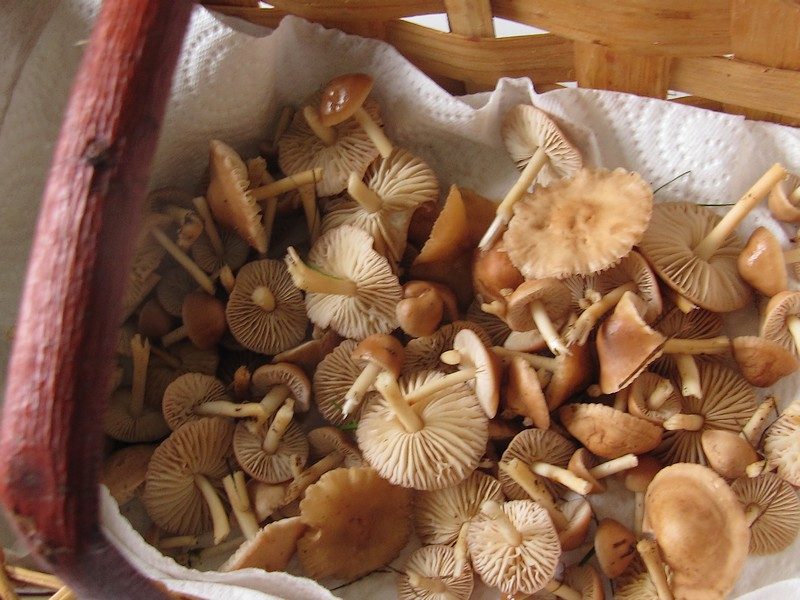
Die Fruchtkörper des Nelken-Schwindlings werden in der Küche gerne als Suppeneinlage verwendet.

Der Nelken-Schwindling gilt als guter Speisepilz, der gern als Würz- oder Suppenpilz verwendet wird. Wegen der unterhalb zähen Stiele werden nur die Hüte samt Stielspitze verwendet. Da er geringe Mengen Blausäure enthält, sollte er gut erhitzt werden.
Durch seine Hexenringe und die durch die freigesetzten Stickstoffverbindungen entstehenden Flecken wird er teilweise als Schadpilz in Zierrasen betrachtet.